# Polyptychia unicolor
Polyptychia unicolor är en fjärilsart som beskrevs av Erich Martin Hering 1927. Polyptychia unicolor ingår i släktet Polyptychia och familjen tandspinnare. Inga underarter finns listade i Catalogue of Life.